# UFC 227
UFC 227: Dillashaw vs. Garbrandt II foi um evento de artes marciais mistas produzido pelo Ultimate Fighting Championship realizado em 4 de agosto de 2018, no Staples Center em Los Angeles, California.

## Resultados
Nota 1 Pelo Cinturão Peso Galo do UFC. 

Nota 2 Pelo Cinturão Peso Mosca do UFC. 

## Bônus da Noite
Os lutadores receberam $50.000 de bônus: 
- Luta da Noite:  Henry Cejudo vs.  Demetrious Johnson
- Performance da Noite:  T.J. Dillashaw e  Renato Moicano